# Vidnava
Vidnava (német: Weidenau) település Csehországban, a Jeseníki járásban. Vidnava Velká Kraš és Stará Červená Voda településekkel határos. Lakosainak száma 1194 fő (2024. január 1.).

## Népesség
A település lakosságának változását az alábbi diagram mutatja:
| Lakosok száma | 1854 | 2146 | 2286 | 1301 | 1544 | 1424 | 1273 | 1282 | 1198 | 1194 |
|               | 1869 | 1890 | 1921 | 1950 | 1980 | 2001 | 2017 | 2019 | 2022 | 2024 |